# Extensible Forms Description Language
Die Extensible Forms Description Language (XFDL) gehört zur Klasse der XML-Sprachen und wird in der World Wide Web Consortium (W3C) NOTE-XFDL-19980902, Extensible Forms Description Language (XFDL) 4.0 vom 2. September 1998 beschrieben.
XFDL ist eine Hochsprache, die es ermöglicht, eine Form, unter Benutzung von XML-Elementen und -attributen, als alleinstehendes Objekt zu definieren. Man hat dabei präzise Kontrolle über das Layout des Formulars, existierende gewerbliche/Regierungsformulare können durch XFDL in einen menschenlesbaren Offenen Standard umgewandelt werden. Die Dateiendung lautet .xfdl oder .xfd.
Über die Bereitstellung einer Syntax für lineare mathematische und konditionelle Ausdrücke hinaus bietet XFDL dem Ersteller die Möglichkeit, benutzerdefinierte Einträge, Optionen und externe Code-Funktionen in das Formular zu integrieren.
XFDL unterstützt nicht nur mehrere digitale Signaturen, diese Signaturen können auch nur auf spezielle Teile eines Formulars angewandt werden, um Änderungen am signierten Inhalt zu verhindern.
Diese Vorteile von XFDL haben dazu geführt, dass größere Organisationen, darunter die United States Army, ihre Formulare von anderen Formaten nach XFDL migrierten.